# The Flight Attendant (livro)
The Flight Attendant é um romance de Chris Bohjalian, publicado em 13 de março de 2018 pela Doubleday Books.

## Trama
A comissária de bordo Cassandra Bowden acorda de ressaca em um quarto de hotel em Dubai e encontra um cadáver ao lado dela. Com medo de chamar a polícia, ela age como se nada tivesse acontecido, juntando-se aos outros comissários de bordo e pilotos que viajam para o aeroporto para um voo para Nova York . Ela é recebida em Nova York por agentes do FBI que a questionam sobre sua recente escala em Dubai. Ainda incapaz de juntar as peças da noite, ela começa a se perguntar se poderia ser a assassina.

## Recepção
The Flight Attendant foi bem recebido pelos críticos com uma classificação "Positiva" do agregador de resenhas de livros Book Marks com base em sete resenhas independentes. Escrevendo para o The Washington Post, Maureen Corrigan descreveu o romance como "o melhor livro de aviação, e não apenas por causa de seu nome: divertido e cheio de informações privilegiadas sobre o aspecto menos glamoroso da vida da tripulação de voo, podendo torná-lo mais educado e atento na próxima vez em que você for convidado a ouvir aquela palestra em voo sobre pousos de emergência na água".

## Adaptação para televisão
Em outubro de 2017, foi anunciado que a produtora de Kaley Cuoco, Yes, Norman Productions, havia optado pelos direitos do livro a ser desenvolvido em uma série de televisão com o mesmo nome, The Flight Attendant, estrelada por Cuoco, que também foi produtora executiva.
A série estreou em 26 de novembro de 2020 na HBO Max.